# المجد (الخليل)
خربة المجد قرية فلسطينية في محافظة الخليل جنوب الضفة الغربية. وهي من القرى المحتلة في حرب 1967.

## التاريخ الحديث والمعاصر
عُثر على خزفيات من العصر البيزنطي في القرية.

### الدولة العثمانية
في عام 1863، زارها المستكشف الفرنسي فيكتور جويرين، وذكرها باسم خربة المجد.
في عام 1883، ذكر صندوق استكشاف فلسطين خلال مسح جغرافيا فلسطين أن في القرية: «كهوف، وصهاريج، وأعمدة؛ يبدو أن معبدًا مدمرًا قد أقيم هنا».

### الانتداب البريطاني
وقعت خربة المجد بيد الجيش البريطاني، ودخلت مع باقي فلسطين مظلة الانتداب البريطاني على فلسطين عام 1920 حتى وقوع حرب النكبة عام 1948.

### الحكم الأردني
أوائل خمسينيات القرن العشرين أتُبعت القرية للإدارة الأردنية بعد حرب 1948 ونتيجةً لاتفاقيات الهدنة عام 1949.
في عام 1961، أُجري تعداد أردني للسكان وكان عدد سكان القرية 466 نسمة.

### حرب 1967
وقعت القرية تحت الاحتلال الإسرائيلي بعد حرب النكسة عام 1967.

### السلطة الفلسطينية
بعد تأسيس السلطة الوطنية الفلسطينية، تسلمت القرية ووضعتها تحت سيطرتها المدنية.

## الجغرافيا
تقع على بعد ثمانية عشر كيلومترا جنوب غرب الخليل.
يحدها من الشرق قرية مراح البقار وقرية الصرة، ومن الشمال قرية سكا، ومن الجنوب قرية دير العسل التحتا، ومن الغرب خط الهدنة عام 1948.

## وصلات خارجية
- صورة جوية للقرية.
- ملف قرية خربة المجد، معهد الأبحاث التطبيقية - القدس (أريج)